# عبد الله بن سهل
عبد الله بن سهل بن زيد بن عامر بن عمرو الأوسي الأنصاري صحابي جليل من قبيلة الأوس من الأنصار شهد مع النبي محمد ﷺ غزوة بدر وغزوة أحد وغزوة الخندق وقُتِل فيها شهيداً رماه رجلٍ من بني عويف.

## نسبه
هو عبد الله بن سهل بن زيد بن عامر بن عمرو بن جشم بن الحارث بن الخزرج بن عمرو بن مالك بن الأوس الأوسي الأنصاري.